# 彩木营村
彩木营村是中华人民共和国河北省廊坊市永清县刘街乡下辖的一个行政村。

## 地名出处
在杨家将传说中，穆桂英在此盗采降龙木，因而得名“采木营”，即“彩木营”。

## 经济
彩木营村有548户，2256人，耕地4200亩，林地1500亩。有80%的村民从事大棚种植，全村有800多个温室大棚。
彩木营村从上世纪70年代开始推广种植西红柿。1990年前后，组织村民到山东寿光学习大棚种植技术，并在村里建设了100个大棚，种植黄瓜，后尝试种植西红柿。现普遍种植普罗旺斯品种的西红柿。2013年，成立采木盈农民专业合作社，帮助农民对接京津地区超市商场。
“彩木营”牌西红柿于2014年注册，2017年通过绿色食品认证。村里曾有1个建档立卡贫困户，通过大棚种植，已于2021年前后脱贫。

## 西红柿文化旅游节
2021年4月17日至18日，彩木营村举办首届西红柿文化旅游节。设置了产品展示销售、乡愁文艺演出、情趣采摘等环节，评选了西红柿种植能手和西红柿大王。